# Doug Clifford
Douglas Raymond Clifford, apelidado de "Cosmo" (Palo Alto, 24 de abril de 1945) é um baterista americano. Ele é mais conhecido como membro fundador do Creedence Clearwater Revival, pelo qual foi introduzido no Hall da Fama do Rock and Roll em 1993. Depois que o grupo se separou no final de 1972, Clifford lançou um álbum solo e mais tarde se juntou ao baixista do CCR, Stu Cook, na Don Harrison Band. Em 1995, Clifford e Cook formaram a banda Creedence Clearwater Revisited, tocando versões ao vivo de músicas do Creedence Clearwater Revival.
Uma das primeiras influências na forma de tocar de Clifford foram os Beatles, com sua aparição no The Ed Sullivan Show em fevereiro de 1964 sendo de particular importância. "Eles eram um quarteto e nós dissemos, uau, nós podemos fazer isso. Se esses caras da Inglaterra podem sair e tocar rock 'n' roll, nós podemos fazer isso. Nós compramos perucas dos Beatles. Fomos à loja de teatro, e eu acho que eram perucas dos Três Patetas naquela época." Clifford, Cook e os irmãos Fogerty cresceram juntos em El Cerrito, Califórnia. Clifford frequentou a San Jose State University junto com Stu Cook.

## Discografia
- Cosmo (1972)
- Magic Window (2020)

The Don Harrison Band
- The Don Harrison Band (1976)
- Red Hot (1977)

Creedence Clearwater Revisited
- Recollection (1998)

Clifford/Wright
- For All The Money In The World (2021)

### Outras aparições
| Ano  | Artista                 | Álbum                                          | Notas                                                                                   |
| ---- | ----------------------- | ---------------------------------------------- | --------------------------------------------------------------------------------------- |
| 1972 | Mark Spoelstra          | This House                                     | Bateria                                                                                 |
| 1974 | Doug Sahm               | Groover's Paradise                             | Produtor e bateria                                                                      |
| 1974 | Tom Fogerty             | Zephyr National                                | Bateria, vocais                                                                         |
| 1974 | Tom Fogerty             | Myopia                                         | Percussão, bateria                                                                      |
| 1978 | Russell DaShiell        | Elevator                                       | Bateria                                                                                 |
| 1979 | Bob Whitlock David Vega | California Gold                                | Bateria                                                                                 |
| 1981 | Tom Fogerty             | Deal It Out                                    | co-autor de "Champagne Love"                                                            |
| 1983 | Sir Douglas Quintet     | Midnight Sun                                   | Bateria                                                                                 |
| 1989 | Greg Kihn               | UnKIHNtrollable                                | Bateria em quatro faixas                                                                |
| 1994 | Sir Douglas Quintet     | Day Dreaming at Midnight                       | Produtor, baterista e co-autor de "Twisted World", "Into the Night" e "Freedom Is Mine" |
| 1994 | Steve Miller            | Steve Miller Band Box Set                      | Bateria em "Rock N'Me" (gravada ao vivo em 1975)                                        |
| 2003 | John Tristao            | Big Hat, No Cattle                             | co-autor de "Wake Up Call", "A Million Things" e "On Our Way"                           |
| 2004 | The Smithereens         | From Jersey It Came! The Smithereens Anthology | Bateria, percussão em "Downbound Train" (gravado em 1998)                               |
| 2008 | Billy C. Farlow         | Billy C. and the Sunshine/The Lost 70's Tapes  | Bateria (gravada em 1976)                                                               |